# Словарь малороссійскаго наречія
Словарь малороссійскаго наречія (укр. Словник малоросійського наріччя) — один із перших словників української мови, який був складений Іваном Афанасьєвим-Чужбинським та опублікований 1855 року. Словник містив близько 50 тисяч слів і фраз, у тому числі велику кількість лексики, яка вже не використовується в сучасній українській мові.
Словник був складений на основі української народної мови, яка використовувалася у Південній Україні в XIX столітті. Словник був спрямований на вивчення і стандартизацію української мови, і є важливим джерелом для вивчення історії української мови та культури.

## Історія
У 1855 році його почав видавати, завдяки підтримці І. І. Срезневського, II відділ російської мови і словесності Академії наук Російської імперії. Однак словник повністю не вийшов. Його друкування закінчилось буквою «З». Всього у цьому словнику було перекладено і пояснено російською мовою близько 3000 українських слів.

## Критика
Як відзначив Б. Грінченко, абсолютна більшість українських слів у словнику — слова загальнонародної української національної мови, які і тепер уживаються в українській літературній мові. Однак у словнику подані, хоч небагато, і деякі вузькодіалектні слова. Наприклад: «бришкать — чваниться; вирвант — железная скоба, которой прикрепляют шину к колесу» тощо.
У більшості слів, поданих у словнику, місце наголосу позначено і позначено правильно. Тільки в деяких словах місце наголосу не позначено, або позначено неправильно. Наприклад: за́конно, за́конний тощо.
А. Москаленко відзначає, «навіть у світлі нашої сучасної критики, був загалом непоганий, і можна тільки пошкодувати, що він не був повністю опублікований». Значення цього словника в історії української літературної мови полягає в тому, що він орієнтував українських письменників, учених використовувати в літературній мові передусім загальнонародні слова української національної мови. 
І. Франко в 1912 році про цей словник писав: «„Словарь малорусского наречия“, якого більша часть лишилася в рукописі, свідчить більше про добрий намір автора, як про дійсне підготування до такої праці. Академія в особі Срезневського віднеслася до нього досить прихильно, але українські вчені ставлять його дуже невисоко...».